# 606-й гвардейский зенитный ракетный полк
606-й гвардейский зенитный ракетный Краснознамённый полк (в/ч 61996) — воинская часть в составе 5-й дивизии ПВО зенитных ракетных войск ВКС РФ. Штаб находится в городе Электростали Московской области.

## История
5 декабря 1928 года 90-й отдельный зенитно-артиллерийский дивизион переформирован в 3-й Бакинский артиллерийский полк ПВО, эта дата и считается днём основания части. 
В 1930 году полк был преобразован в 60-й зенитно-артиллерийский полк ПВО, а в 1931  в 193-й зенитно-артиллерийский.
В 1939-м полк передислоцирован в Москву. В 1939 году полк 14-я батарея полка участвует в боях на Халхин-Голе. За время боёв были сбиты 5 самолётов противника.
С началом Великой Отечественной часть прикрывает западные подступы Москвы на рубеже Рублёво – Переделкино. 
В 1998 году образован 606-й гвардейский краснознамённый зенитный ракетный полк  путём объединения 606-го гвардейского зенитного ракетного полка 87-й дивизии ПВО 1-го корпуса ПВО и 256-го гвардейского краснознамённого зенитного ракетного полка 5-й дивизии ПВО (образован объединением 1281 и 242 ЗРП в 1993 г.) с местом дислокации в деревне Захарово Раменского района, Московской области, на вооружение полка принят ЗРК С-300ПМ.
В 2000 году передислоцирован в город Электросталь.
С 6 августа 2007 года первый в России полк на вооружение в котором стоит зенитный ракетный комплекс С-400.

## Вооружение
242 ЗРП
- С-25 1952-1965
- С-200 1965-1993

1281 ЗРП
- С-75 1957-1993
- С-200 1967-1998

606 ЗРП
- С-25 1952-1988
- С-300Т 1988-1998
- С-300ПМ 1998-2007
- С-400 с 2007.

## Командиры
242-й гвардейский Краснознамённый зенитный ракетный полк
- полковник Машьянов Л. Н.
- полковник Боков К. Я.

1281-й зенитный ракетный полк
- полковник Окунев В. В. (1951-1954)
- полковник Василега
- подполковник Бошняк Ю. М. (1963-1967)
- полковник Степанов Н. Т.
- подполковник  Прокопов В.
- подполковник Костенко В. В.
- подполковник Гуринов А. И. (1986)

606-й гвардейский зенитный ракетный полк
- полковник Филиппов, В. В.[4][5]
- полковник Ибатуллин Р. Ж.
- полковник Хитрин А. А.[6]

## Награды
- Ноябрь 1942 года — Гвардейское звание «За уничтожение более 100 вражеских самолётов».
- 1968 год — орден Красного Знамени.

## На вооружении
По состоянию на 2019 год на вооружении имеются установки ЗРК С-400

## Интересные факты
- В военном городке, в месте дислокации части снимался фильм «Анкор, ещё анкор!».